# William Lustig
William Lustig (Bronx, Nova Iorque, 1 de fevereiro de 1955) é um diretor, roteirista e produtor de cinema estadunidense, trabalhou principalmente fazendo filme de terror.

## Carreira
Seus filmes mais conhecidos como diretor são a famosa trilogia "Maniac Cop" (1988), "Maniac Cop 2" (1990), "Maniac Cop 3: Badge of Silence" (1993), "Maniac (1980)" (1980), "Vigilante" (1983). William também já fez alguns pequenos papeis em filmes do diretor Sam Raimi, como "Army of Darkness" e "Darkman".

## Filmografia parcial
- 1997 - Uncle Sam
- 1995 - The Expert
- 1993 - Maniac Cop 3: Badge of Silence
- 1990 - Maniac Cop 2
- 1989 - Hit List
- 1989 - Relentless
- 1988 - Maniac Cop
- 1983 - Vigilante
- 1980 - Maniac (1980)